# Picea martinezii
Picea martinezii, cây vân sam Martinez, là một cây thường xanh có kích cỡ trung bình cao khoảng 25 – 35 m, và có đường kính thân lên tới 1 m. Nó có nguồn gốc ở phía đông bắc México, nơi nó xuất hiện tại hai địa phương ở vùng núi Sierra Madre Oriental ở Nuevo León. Nó phát triển ở độ cao vừa phải từ 2150 – 2600 m, mọc dọc theo các con suối trong thung lũng, nơi độ ẩm trong đất lớn hơn lượng mưa thấp trong khu vực.
Vỏ cây mỏng và có vảy, bong ra trong các tấm tròn nhỏ có chiều ngang 5  cm. Vương miện có hình nón, với các nhánh rộng rãi với các nhánh rủ xuống. Chồi to, có màu nâu nhạt, nhợt nhạt, và với pulvini nổi bật. Những chiếc lá hình kim, dài 23 – 35 mm, to, dẹt vừa phải ở chiều ngang, có màu xanh lá cây sáng bóng với các đường khí khổng không rõ ràng; đầu nhọn lại cực kỳ nhọn.
Các nón lá kim có hình thoi, hình trụ rộng, dài 8 -16  cm và rộng 3 cm  khi đóng, mở rộng đến 6  cm. Chúng có vảy tròn cứng, nhẵn rộng 2 - 2,5 cm, và có màu xanh lục, khi trưởng thành có màu nâu nhạt 6 - 8 tháng sau khi thụ phấn. Hạt màu đen, dài 4 mm.
Cây vân sam Martinez chỉ được phát hiện vào năm 1981 và đang bị đe dọa nghiêm trọng chỉ với hai quần thể nhỏ, bao gồm vài trăm cây vài chục cây tương ứng. Bằng chứng hóa thạch cho thấy nó có sự phân bố rộng hơn trong quá khứ, từ nam đến trung Mexico. Nó có liên quan đến cây vân sam Chihuahua từ phía tây bắc Mexico, nhưng khác ở chỗ nó có những chiếc lá dài hơn, màu xanh lá cây và hình nón lớn hơn, rộng hơn với quy mô lớn hơn. Không có cây vân sam liên quan khác được tìm thấy ở Bắc Mỹ, với họ hàng gần nhất ở Đông Á.
Đây là một loại cây rất được ưa chuộng và bắt đầu được trồng làm cây cảnh trong vườn thực vật, đặc biệt có giá trị ở những khu vực ấm áp vì đây là một trong những cây chịu nhiệt tốt nhất trong tất cả các loại cây vân sam. Nó được đặt theo tên của nhà thực vật học người Mexico Maximino Martínez.